# Cătălin Voicu
Cătălin Voicu (n. 21 martie 1965, București) este un fost deputat român, membru al Parlamentului României în legislatura 2004 - 2008 și în legislatura 2008 - 2012. În legislatura 2004-2008, Cătălin Voicu a fost membru în grupurile parlamentare de prietenie cu Guineea, Iran și Egipt, iar în legislatura 2008-2012 este membru în grupurile parlamentare de prietenie cu Macedonia și Siria.
A absolvit Școala militară de ofițeri activi de transmisiuni de la Sibiu, Dreptul la Academia de Poliție și, între 1986-1997, a fost ofițer activ, decorat cu Virtutea Militară în grad de Cavaler. Înainte de 1989, Dumitru Venicius Iliescu l-a ajutat să ajungă aghiotant al primului procuror general al României, Gheorghe Robu.
După Revoluție, Cătălin Voicu a devenit ofițer al Serviciului de Protecție și Pază (SPP) și a fost avansat în grad doar de Ion Iliescu. Acesta l-a și decorat în două rânduri.
După ce a ajuns general SPP, a fost detașat la Consiliul Suprem de Apărare a Țării (CSAT).
Împreună cu generalul Dumitru Iliescu (fost director al SPP), Voicu a înființat SC Agenția Națională de Pază, Protecție, Investigații și Protocol SRL.
Este apropiat de Ion Iliescu, al cărui consilier pe probleme de siguranță națională a fost în vremea mandatului prezidențial 2000 - 2004. În 2003, a primit și gradul de general, fiind reactivat. În anturajul lui Voicu se află Viorel Hrebenciuc, coleg de circumscripție electorală în Bacău.
În 2004, Cătălin Voicu ajunge deputat, pe listele PSD Bacău, organizația condusă de Viorel Hrebenciuc. În 2008, gruparea Viorel Hrebenciuc - Marian Vanghelie a vrut să-l instaleze pe Cătălin Voicu în funcția de ministru de interne.
Premierul Emil Boc s-a opus din cauza trecutului său controversat.

## Controverse
Numele său a fost vehiculat în afaceri controversate, inclusiv primirea unui credit de 64.000 de dolari de la Bancorex.
În 11 decembrie 2009, Cătălin Voicu a fost pus sub acuzare de Direcția Națională Anticorupție pentru două infracțiuni de trafic de influență. El a fost acuzat că în cursul anului 2009 ar fi „pretins și primit sume de bani de la oameni de afaceri, pentru soluționarea favorabilă a unor cauze civile și penale, aflate pe rolul organelor judiciare”.
Procurorii anticorupție au dispus față de inculpat măsura obligării de a nu părăsi localitatea pentru o perioadă de 30 de zile. La data acuzării, era vicepreședinte al Comisiei pentru apărare din Senatul României.
Alături de Voicu, DNA i-a mai trimis în judecată, pentru fapte de corupție, pe judecătorul Florin Costiniu și pe oamenii de afaceri Costel Cășuneanu și Marius Locic.
Cătălin Voicu a fost eliberat la data de 19 iulie 2010, după ce a stat 480 de zile în arest preventiv.
Pe 1 iunie 2012, Voicu a fost condamnat la cinci ani de închisoare cu executare. În același dosar, Costel Cășuneanu a primit patru ani de închisoare cu suspendare, judecătorul Florin Costiniu a primit 3 ani cu suspendare iar Marius Locic a fost condamnat la 4 ani de închisoare cu executare.

## Condamnarea penală
După contestație, Înalta Curte a mărit pedeapsa dată de instanța inferioară. Astfel, pe 22 aprilie 2013, Cătălin Voicu a fost condamnat la șapte ani de închisoare cu executare iar decizia instanței ICCJ a rămas definitivă.
Pe 23 iulie 2014, DNA a anunțat că Voicu este urmărit penal într-un nou dosar de corupție, fiind suspectat de complicitate la abuz în serviciu.
A fost eliberat conditionat in februarie 2016. 